# レオン (映画)
『レオン』（仏: Léon、英: Léon: The Professional）は、リュック・ベッソンの脚本・監督による、1994年のフランスアクションロマン映画。殺し屋と少女という異色コンビの、交流と復讐の戦いの物語。ジャン・レノ、ナタリー・ポートマン、ゲイリー・オールドマン等が出演。
一流の殺し屋だが孤独なレオンは、ニューヨークの安アパートの一室で独り静かに暮らしていた。そのアパートの別の部屋で家族と暮らす12歳の少女マチルダ。ある日、麻薬密売組織に両親や弟を殺されてしまうが、自分だけ間一髪レオンに救われる。孤児となってしまったマチルダはレオンに面倒を見てもらいながら同居し、家族を殺した麻薬密売組織の親玉である悪徳麻薬捜査官のスタンスフィールドへの復讐を誓い、12歳の少女なのにレオンから殺し屋のテクニックを教えてもらおうとするが...
日本公開時のコピーは「凶暴な純愛」。

## あらすじ
ニューヨークで孤独に生きるイタリア系移民のレオンは、プロの殺し屋として、レストランの店主のトニーを介した依頼を完璧に遂行する日々を送っていた。
ある日、「仕事」帰りのレオンはアパートの隣室に住む12才の少女マチルダと知り合う。彼女の顔にアザがあったことからレオンは「どうした？」と聞くが、マチルダは「転んだ」と答えた。実際にはマチルダは実父であるジョセフだけではなく、異母姉のジョアンからも虐待を受けており、継母のマージからはまるで関心を向けられず、幼い弟マイケルにしか心を開けない、閉塞感に満ちた日常を送っていたのだった。「大人になっても人生はつらいの？」と尋ねるマチルダに、レオンは「つらいさ」と答える。
その翌日、ジョセフが麻薬密売組織の「商品」を横領したことを見抜いたスタンスフィールドとその一味がジョセフの部屋に押し掛ける。ジョセフと一味は銃撃戦となり、マチルダの家族は4歳のマイケルも含め皆殺しにされた。買い物に出掛け、運良く難を逃れていたマチルダは、とっさに隣室のレオンの家族の振りをして助けを求め、レオンはしばし逡巡した後に彼女を保護する。
「根が地面についてないということが自分と同じだ」と、鉢植えの観葉植物に強いシンパシーを寄せるレオンに共感を覚えるマチルダは、巧みな駆け引きを駆使し、弟の復讐のため殺しの技術を教えてほしいとレオンに願い出る。「ボニーとクライドや、テルマとルイーズみたいにコンビを組もう」という彼女に戸惑い、暗殺技術を伝授することをためらうレオンだったが、その熱意に押し切られる。レオンはマチルダに戦術の初歩を伝授し、マチルダは家事全般を請け負い、英語が不得意なレオンに読み書きを伝授することになった。奇妙な同居生活を始めた二人は、やがて互いに心の安らぎを見出すようになり、複雑な感情と信頼を抱いていく。
ある時、マチルダはスタンスフィールドが麻薬取締局の捜査官であることを突き止め、単身で食料の宅配員を装い麻薬取締局に侵入するもスタンスフィールドに察知され逆に捕まってしまうマチルダ。奇しくも、レオンもマチルダのためにマチルダの一家の殺害に関与した麻薬取締局の捜査官への復讐を開始していた。マチルダの置き手紙を元にレオンは早速麻薬取締局へ乗り込み、拘束されていたマチルダを救出した。
一方スタンスフィールドは、トニー配下の殺し屋が仲間の捜査官を殺害しているのだと目星をつけ、トニーを詰問しに出向く。実はスタンスフィールドこそが、今までトニーを仲介役にレオンに殺しを依頼してきた元締めであった。
全てはレオンの仕業であると確信したスタンスフィールドは翌朝、市警の特殊部隊を総動員してレオンの住むアパートに突入。レオンは激しい銃撃戦を掻い潜りマチルダを脱出させることに成功する。マチルダとはトニーの店で落ち合うことにし、レオン自身は負傷した突入部隊員を装って脱出を試みるもスタンスフィールドに見破られる。レオンの跡を付けてロビーで背後から彼を撃ち、死にゆくレオンを嘲笑いながら見下ろすスタンスフィールドだったが、力尽きる前にレオンはある物をスタンスフィールドの手の中に渡し、それが「マチルダからだ」と伝える。手をひらくとそこには手榴弾の安全ピンがあった。スタンスフィールドがレオンのベストを引き剥がすと胸には複数の手榴弾があった。ロビーで大爆発が起きる寸前、スタンスフィールドは「クソッ」とだけ呟いた。
一人残されたマチルダは、トニーに殺し屋の修行をさせて欲しいと頼むが断られる。レオンの遺産は彼の意志により、トニーが管理して少しずつマチルダに渡されることになった。マチルダは学校の寄宿舎に戻り、レオンの形見となった観葉植物を学校の庭に植えるのだった。

## 登場人物・キャスト
レオン・モンタナ
演 - ジャン・レノ
本作の主人公。イタリア系移民で超一流の殺し屋。イタリアンマフィアのボスであるトニーからの依頼で暗殺をしているが、「女子供は殺さない」というポリシーを持つ。『仕事』の時には黒のニット帽とオーバルのサングラスを着用している。予定のない日は食事・家事・買い物・筋力トレーニング・観葉植物の世話と、決まった時間に決まったことを行うストイックな日々を過ごしている。唯一の気晴らしはクラシック映画を観ることで新しい作品には疎い。動物が好きな一面もある。
文盲であり、友達と呼べる人間が一人もおらず、他者と交流しない孤独な日々を送っている。唯一彼が心を許している「友達」の観葉植物の世話が日々の楽しみ。牛乳が好物で毎日欠かさず2パック購入して飲んでいる。
ある日、アパート内でマチルダと知り合い、偶然にも殺されそうになっていた彼女の命を救う。一緒に暮らすようになるが、弟を殺した相手への復讐の為に「殺しの技術を教えてくれ」と頼み込まれる。当初は断るが拳銃を窓越しに乱射した彼女の本気さに触れ、仕方なくアパートを引き払うと共に戦術の初歩を教えることになり、奇妙な同居生活を始める。
マチルダ・ランドー
演 - ナタリー・ポートマン
本作のヒロイン。レオンの住むアパートの同じ階の隣に住む12歳の少女。頭の回転が早く言動は非常に大人びているため、精神年齢が実際よりも高い印象を受けるが自分の素行不良を自覚しながらも、それを指摘されるのは嫌がる幼稚さもある。大人の目を盗んでタバコを吸う癖がある。
父親の再婚相手とは上手くいっておらず、さらには父親や異母姉とも不仲で「素行不良」「更生させる」という理由と建前で寄宿舎に入れられている。唯一心を許し合っている幼い弟に会う為に時々寄宿舎を抜け出して帰ってきていた。
虐待を受けている事実は他所では隠していたが、父親から受けた暴力の傷をレオンに見られて声をかけられたことで顔見知りとなり、彼がいつも買う牛乳を買いに出かける。
しかし、買い物を済ませて帰ってくると玄関先に死体となって転がっている父親と自宅内から聞こえる襲撃者の会話から他の家族も死んでいることを察知し、とっさに通りすぎて隣のレオン宅に助けを求めたことで自身の死を免れた。
そして最愛の弟を殺された復讐を果たす為にレオンから殺しの技術を教えてもらう代わりに、学のない彼に読み書きや計算などの勉強を教えることになる。
ノーマン・スタンスフィールド（スタン）
演 - ゲイリー・オールドマン
麻薬取締局の捜査官でありながら、麻薬の組織的密売を裏で牛耳る男。非常に残忍かつ冷酷非情な性格であり、女・子供を含めて無関係な人間を殺すことに一切の躊躇を見せない。実はレオンに暗殺指令を出していたトニーは、彼の指示で動いていた。クラシック音楽の鑑賞が趣味で、イヤホンで音楽を聴いたり、ジョセフの一家を惨殺した際は、ジョセフにクラシック音楽について語る描写がある。ベートーヴェン、モーツァルト、ブラームスを好んで聴いている。
マチルダの父親である運び屋のジョセフが麻薬を横領したことを見抜いて返却を求めたが応じなかった為、鼻歌を歌いながらマチルダ以外の一家を皆殺しにした。その際、彼の部下がマチルダの幼い弟を殺したことで彼女に憎悪されることになる。
麻薬捜査官でありながら自身も薬物に依存しており、エキセントリックな行動が目立つ。しかし、頭の回転は早く、捜査官としては非常に優秀で能力は高い。レオンがトニーの配下であることを見抜いて次第に彼を追い詰めていく。終盤、大勢の警官及び特殊部隊（ESU）を率いてレオンとマチルダのアパートを包囲し突入した。激しい銃撃戦後、満身創痍ながら突入部隊員に扮して逃亡を図ろうとしたレオンの行動を察して背後から銃撃し、彼に更なる致命傷を負わせるもレオンが絶命寸前にピンを抜いた手榴弾の爆発で道連れとなり爆死した。
マルキー
演 - ピーター・アペル
スタンと同じく汚職した麻薬捜査官で彼の右腕。映画冒頭でマチルダの父親ジョセフに横領した麻薬を返すよう説得を行なっていた男。組織内で一番冷静な人物で麻薬密売ビジネスの参謀役として暗躍していた。スタンとは同期であり予測不能な行動をする彼に忠告できる唯一の人物。僅かながら良心はあるようで、マチルダの弟を殺害したウィリーを叱責していた。物語中盤に中国マフィアと取引を交わしていたところをレオンに襲撃され、死亡する。
ウィリー・ブラッド
演 - ウィリー・ワン・ブラッド
スタンの部下で麻薬捜査官だがヒッピーファッションにドレッドヘアという奇抜な風貌をしており、言葉の節々から大麻の常用を伺わせる。セミオートピストルを愛用しており、ジョセフ一家を襲撃した際にマチルダの弟を射殺した。
彼を演じたレゲエ歌手のウィリー・ワン・ブラッドはスタン役のゲイリー・オールドマンの友人であり映画内で唯一本名と役名が同じである。
ベニー
演 - キース・A・グラスコー
スタンの部下で巨漢の麻薬捜査官。ジョセフ一家への襲撃と家宅捜索には参加せず部屋の外で待機していた。銃撃戦には不慣れだったのか終始極度の緊張状態でマルキーを誤射しそうになった。レオンによってスタンの部下を殆ど殺害されてからは経験未熟ながら彼の側近となる。
ベニーを演じたキース・A・グラスコーは俳優の傍ら消防士でもあり、アメリカ同時多発テロ事件でワールドトレードセンターの倒壊に巻き込まれて亡くなっている。
スタンスフィールドの部下(名前不明)
演 - ドン・クリーチ
スタンの部下でオールバックの髪型にドッグタグを首から下げた強面の麻薬捜査官。ジョセフ一家を襲撃後に現場前で見張りをしていた。レオン宅に逃げ込んだマチルダに疑念を抱くが、彼女が機転を利かせた事で馬鹿馬鹿しくなり興味を失った。麻薬取締局のオフィス内に自分専用のデスクを持っており、捜査官としては中堅の地位にいたと思われる。
トニー
演 - ダニー・アイエロ
レオンの雇い主でイタリアンマフィアのボス。アメリカに流れてきたレオンを拾って一流の殺し屋に育て上げたのは彼である。実はスタンの配下であり、スタンと敵対する麻薬組織やマフィアを壊滅させて彼の勢力を拡大させていた。皮肉にもレオンとスタンは敵対して両者とも亡くなることとなったが、スタンとは仕事上の付き合いでありトニーとしてはレオンに情があった。
ジョセフ・ランドー
演 - マイケル・バダルコ
マチルダの父親。定職にも就かずケチな麻薬の運び屋として収入を得る生活を送っていた。実の父親にもかかわらずマチルダを毛嫌いしており、厄介払い同然に寄宿舎に入れている。スタンから預かっている麻薬を一部横領しており、その事を疑われても認めなかったが、刻限までに返却しなかった報復として自宅を襲撃される。自身は窓際に隠していたショットガンで反撃を試み、スタンの部下1名を射殺。スタンにも傷を負わせて逃亡を図ったが、結局は返り討ちに遭い殺害される。
マージ・ランドー
演 - エレン・グリーン
マチルダの義母。自宅襲撃時は入浴中でバスタブに浸かってヘッドホンで音楽を聴いていたところをスタンに至近距離からショットガンで撃たれて死亡。
ジョアン・ランドー
演 - エリザベス・リージェン
マチルダの異母姉。朝の体操番組を見て、自分も体操するのを日課としている。マチルダとは反りが合わず、「チャンネルを変えたら、顔をぶん殴る」と脅す。自宅襲撃時に逃げ出そうとするが、廊下でスタンの銃撃を受けて死亡。
マイケル・ランドー
演 - カール・J・マトゥソヴィチ
マチルダの弟。4歳。家族の中では唯一のマチルダの理解者であり、互いの情は何よりも深かった。自宅襲撃時は自身のベッド下に隠れていたがジョセフが反撃した際に飛び出してしまい、スタンの部下に撃たれて死亡。
マノーロ
演 - アダム・ブッシュ
トニーの店の従業員として働く配下の少年。寡黙だがトニーの命令には忠実。

## 日本語吹替
| 役名                                   | 俳優                               | 日本語吹替                                          | 日本語吹替 | 日本語吹替                                         | 日本語吹替 |
| 役名                                   | 俳優                               | オリジナル版                                        | 完全版旧録 | 完全版新録                                         | テレビ朝日版 （追加録音部分）                                                                                              |
| -------------------------------------- | ---------------------------------- | --------------------------------------------------- | ---------- | -------------------------------------------------- | --- |
| レオン・モンタナ                       | ジャン・レノ                       | 大塚明夫                                            | 大塚明夫   | 大塚明夫                                           | 菅生隆之 （菅生隆之） |
| マチルダ・ランドー                     | ナタリー・ポートマン               | 久川綾                                              | 久川綾     | 宇山玲加                                           | 篠原恵美 （篠原恵美） |
| ノーマン・スタンスフィールド           | ゲイリー・オールドマン             | 田中正彦                                            | 佐古正人   | 山寺宏一                                           | 安原義人 （安原義人） |
| トニー                                 | ダニー・アイエロ                   | 坂口芳貞                                            | 池田勝     | 屋良有作                                           | 三木敏彦 （丸山壮史） |
| マルキー                               | ピーター・アペル                   | 石井康嗣                                            | 伊藤栄次   | 佐藤健輔                                           | 山路和弘 （山路和弘） |
| ウィリー・ブラッド                     | ウィリー・ワン・ブラッド           | 檜山修之                                            | 相沢正輝   | 佐藤美一                                           | 家中宏 （家中宏） |
| スタンスフィールドの部下（2nd）        | ドン・クリーチ                     | 山野井仁                                            | 水野龍司   | 田中正彦                                           | 中庸助 |
| ベニー                                 | キース・A・グラスコー              | 江川央生                                            | 星野充昭   | 竹内良太                                           | 天田益男 （天田益男） |
| ジョセフ・ランドー（マチルダの父）     | マイケル・バダルコ                 | 安西正弘                                            | 宝亀克寿   | 天田益男                                           | 中博史 （中博史） |
| マージ・ランドー（マチルダの義母）     | エレン・グリーン                   | 深水由美                                            | 佐藤しのぶ | 廣瀬仁美                                           | 寺内よりえ （清水はる香）                                                                                                  |
| ファットマン（ジョーンズ）             | フランク・センジャー               | 安西正弘                                            | 稲葉実     | 田中正彦                                           | 亀井三郎 |
| トント                                 | ルーシャス・ワイアット・チェロキー | 江川央生                                            | 星野充昭   | 相沢正輝                                           | 大川透 |
| ジョーンズのボディガードチーフ         | エリック・シャリエ                 | 檜山修之                                            | 相沢正輝   | 竹内良太                                           | 中田譲治 |
| ホテルの受付                           | ジョージ・マーティン               | 品川徹                                              | 稲葉実     | 高桑満                                             | （佐々木薫） |
| マチルダが捕まえたタクシーのドライバー | アブドゥル・ハッサン・シャリフ     | 檜山修之                                            |            | 小松史法                                           | |
| レオンが捕まえたタクシーのドライバー   | スチュアート・ルーディン           |                                                     | 星野充昭   | 藤吉浩二                                           | |
| SWATチーフ                             | ジェフリー・ベイトマン             | 石井康嗣                                            | 水野龍司   | 相沢正輝                                           | 中博史 |
| 重要人物のジョガー                     | デヴィッド・バトラー               | 石井康嗣                                            | 伊藤栄次   | 向井修                                             | 水野龍司 |
| マノーロ                               | アダム・ブッシュ                   | 原語音声                                            |            | 竹内良太                                           | 大川透 |
| 不明 その他                            | N/A                                | 山下啓介 柊美冬 森沢芙美 室園丈裕 叶木翔子 山岡葉子 | 福島菜七子 | 定岡小百合 小宮山絵理 今瀬未知 聖みほ子 笠原幸之助 | 岡のりこ 木藤聡子 大黒和広 深水由美 幸田夏穂 相沢正輝 引田有美 鈴木みえ 追加録音部分 斎藤こずえ 篠田有香 塩見宗真 汐見和由 |
| 日本語版スタッフ                       |                                    |                                                     |            |                                                    | |
| 演出                                   |                                    | 藤野貞義                                            | 松岡裕紀   | 清水洋史                                           | 蕨南勝之 |
| 翻訳                                   |                                    | 瀬谷玲子                                            | 瀬谷玲子   | 瀬谷玲子 埜畑みづき                                | 日笠千晶 |
| 調整                                   |                                    |                                                     |            |                                                    | 兼子芳博 |
| 効果                                   |                                    |                                                     |            |                                                    | 南部満治 |
| プロデューサー                         |                                    |                                                     |            |                                                    | 松田佐栄子 |
| 制作                                   |                                    | ビデオテック                                        |            | 東北新社                                           | ザック・プロモーション |
| 初回放送                               |                                    |                                                     |            | 2016年6月30日 『午後のロードショー』               | 1996年11月17日 『日曜洋画劇場』                                                                                            |

- 2022年4月27日発売の「レオン 完全版/オリジナル版 4K UHD+Blu-ray(4枚組)」、「レオン 完全版/オリジナル版 4Kレストア Blu-ray(2枚組)」には、4種類全ての吹き替え版を収録[4]。
  - 完全版吹替は、オリジナル版で視聴できるよう再編集が行われたものも収録。
  - テレビ朝日版は、放送時と同じ編集で視聴できる機能が搭載されている他、当時カットされた場面をほぼ同一声優（一部は代役）により追加録音されたもの収録[注 7]。

## 作品解説

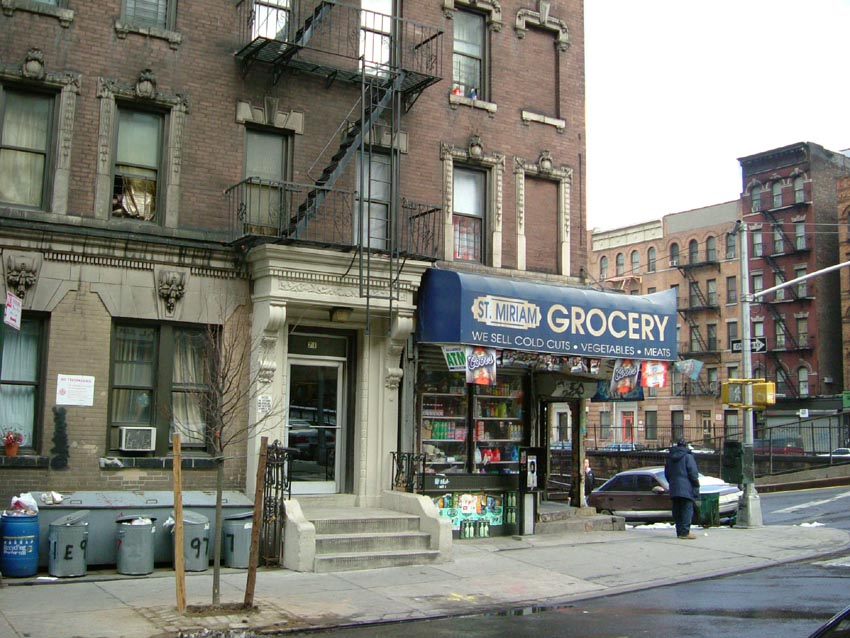
レオンとマチルダが同居するアパート

・リュック・ベッソンのハリウッド初監督作品。会社側はそれほど重視していない作品であったが、『レオン』は予想を上回る大ヒットと批評家からの高評価でリュック・ベッソンの代表作となり、ジャン・レノ、ナタリー・ポートマン、ゲイリー・オールドマンもこの作品で国際的なブレイクを果たした。
ベッソンは本作を、初期の作品『ニキータ』で描いたテーマを英語で描いた別バージョンであるとしている。特に主人公レオンのキャラクターは『ニキータ』の登場人物「掃除屋」から継承されており、ベッソン自身レオンは掃除屋の血族であると言及している。
ベッソンは2011年にも父親の復讐のために殺し屋となる女性を描いた『コロンビアーナ』を作っている。『レオン』ではレオンに教養が無くマチルダを学校に通わせたがっていたし、『コロンビアーナ』では叔父が殺し屋には教育が必要だと学校に通わせている。

### 完全版
監督自らが22分間の未公開シーンを加えたエクステンデッド版。『ディレクターズ・カット版』とも呼ばれている。追加されたシーンにはマチルダの強い主体性やレオンの過去、より実用的なマチルダの暗殺の練習などが描かれており、オリジナルとはレオンとマチルダのキャラクター、二人の関係の印象が少なからず異なっている。正確にはこちらが本来のオリジナル・バージョンであり、監督が本当に公開したかったものであったが、事前の試写会にかけた際、マチルダを実際の現場まで連れて行って暗殺の訓練をするシーンや、大人の男性と幼い少女が愛の言葉を交すシーンが観衆の一部から「刺激的すぎる」「不健全である」との声があったため、やむ無く問題シーンをカットし、劇場では表現を抑えた『不完全版』が公開されることとなった。
マチルダを演じたナタリー・ポートマンは、大人になった後にこの経験について「子どもなのに性的対象として見られたことで、私自身の性的な関心は奪われたと思う。性的な存在になることが怖かったから」と不快感を語っており、少女が性的対象として消費される問題を提起している。

### 備考
屋外のシーンは全てアメリカ合衆国のニューヨークで、アパート屋内のセットを使ったシーンはフランスのパリで撮影された。
後に『TAXi』シリーズで一躍有名となったサミー・ナセリが、本作にはSWAT隊員役として出演。その演技から、ベッソンの目に止まることになった。
ジャン＝ユーグ・アングラードが、完全版のみに麻薬の売人役でカメオ出演している。
ラストシーンの曲は スティングの『シェイプ・オブ・マイ・ハート』で、ギターがラストシーンから流れ始めエンドロールでも曲が流れ続ける。スティングの5枚目のソロ・アルバム『テン・サマナーズ・テイルズ』や、日本発売の『スティング・アット・ザ・ムーヴィーズ』の中に収録されている。
映画公開当時、マチルダの弟マイケルがベッドの下から出て逃げる際に、犯人たちから壁越しに背中から撃ち抜かれる射殺シーンがあった。現在はカットされている。

### 4K版
2017年に4K レストア版が制作され、2022年に国内でTCエンタテインメントから、4K Ultra HDブルーレイの発売に合わせて、Filmarksが同年5月2日に新宿ピカデリーで、4K レストア『レオン 完全版』を初上映。2023年10月27日からは全国80館で、同じくFilmarksによって『完全版』のリバイバル上映が行われた。